# Villa Höfer
Die Villa Höfer steht in der Horst-Viedt-Straße 15 im Stadtteil Niederlößnitz der sächsischen Stadt Radebeul. Sie wurde 1915 für Georg Höfer, den Namensgeber des Landhauses, durch den Nürnberger Architekten J. Steyer entworfen und ist damit wohl das einzige Bauwerk in Radebeul der sogenannten Münchner Schule. Die Ausführung erfolgte unter Steyers Bauleitung durch das Baugeschäft Adolf Menzel, Lindenau–Kötzschenbroda.

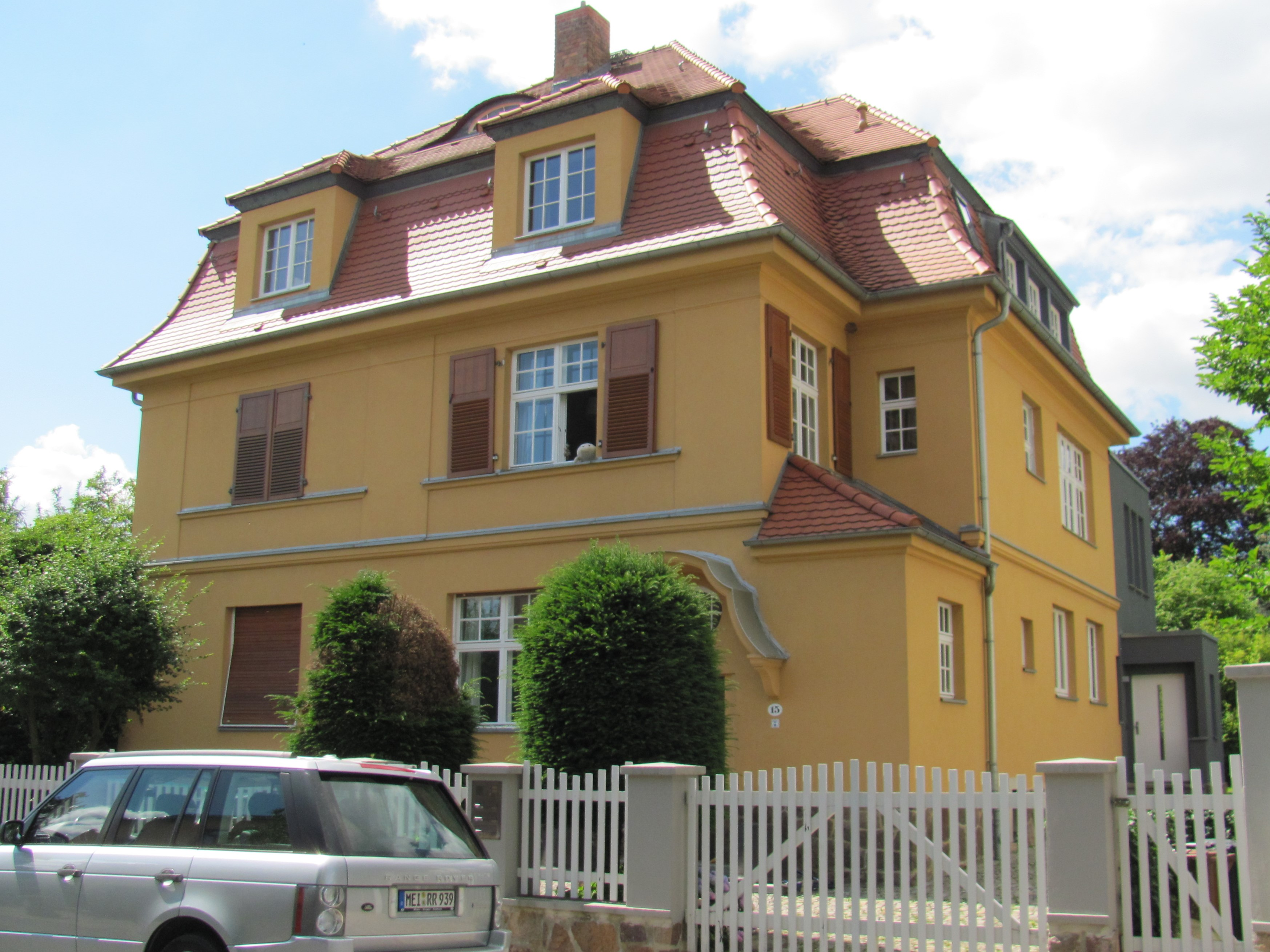
Horst-Viedt-Straße 15

## Beschreibung
Das mitsamt Einfriedung denkmalgeschützte Landhaus ist eine zweigeschossige Mietvilla mit einem hohen, ziegelgedeckten Mansarddach mit Gauben, das ausgebaut ist. Der auf einem Bruchsteinsockel stehende, schlichte Putzbau wird durch Gesimse gegliedert; im Obergeschoss werden die Gebäudekanten durch breite Lisenen betont.
Abweichend von der Symmetrie der zweiachsigen Straßensicht befindet sich im Erdgeschoss rechts außen neben dem nach innen verschobenen Fenster die Haustür. Über dieser kragt ein geschwungenes, mehrfach geknicktes halbbogiges Vordach aus der Wand. In der rechten Seitenansicht steht ein zur Gebäuderückseite hin orientierter Seitenrisalit. In der linken Seitenansicht befindet sich eine massive Veranda.
Die Einfriedung besteht aus Lattenzaunfeldern auf einem Bruchsteinsockel und zwischen verputzten Pfeilern.